# TI Oceania
TI Oceania (bivši Hellespont Fairfax) je trenutno najveći supertanker s dvostrukom oplatom. Izgrađen je 2002. u južnokorejskom brodogradilištu Daewoo za grčkog naručitelja Hellespont Shipping Corporation. Godine 2004. prodan je kompaniji Overseas Shipping Group (OSG) i preimenovan u TI Oceania.
Karakteristike broda su sljedeće:
- najveća brzina - 16,5-17,5 čvorova
- ukupna nosivost - 441 585 tona
- dužina - 380 metara
- širina - 68 metara
- gaz - 24 metra

## Vanjske poveznice
- TI Oceania na aukevisser.nl
- Hellespont Fairfax na aukevisser.nl